# Bahnstrecke Zeulenroda unt Bf–Zeulenroda ob Bf
| Reisezug mit 202 384 in Zeulenroda ob Bf (Mai 1995) |                      |                                              |                                              |
| Lage der früheren Strecke auf einem Stadtplan von 2018 |                      |                                              |                                              |
| Streckennummer: | 6654; sä. ZZo        |                                              |                                              |
| Kursbuchstrecke (DB): | 547 (1996)           |                                              |                                              |
| Streckenlänge: | 3,659 km             |                                              |                                              |
| Spurweite: | 1435 mm (Normalspur) |                                              |                                              |
| Streckenklasse: | CM4                  |                                              |                                              |
| Maximale Neigung: | 25 ‰                 |                                              |                                              |
| Minimaler Radius: | 200 m                |                                              |                                              |
| |                      |                                              |                                              |
| \| \| \| von Mehltheuer \| \| \| \| 0,00 \| Zeulenroda unt Bf \| 365 m \| \| \| \| nach Werdau \| \| \| \| 0,73 \| Viadukt Triebestal (Tscherlichbrücke, 120 m) \| Viadukt Triebestal (Tscherlichbrücke, 120 m) \| \| \| 3,66 \| Zeulenroda ob Bf \| 414 m \| |                      |                                              |                                              |
| Strecke |                      | von Mehltheuer                               | von Mehltheuer                               |
| Bahnhof | 0,00                 | Zeulenroda unt Bf                            | 365 m                                        |
| Abzweig ehemals geradeaus und nach rechts |                      | nach Werdau                                  | nach Werdau                                  |
| Brücke (Strecke außer Betrieb) | 0,73                 | Viadukt Triebestal (Tscherlichbrücke, 120 m) | Viadukt Triebestal (Tscherlichbrücke, 120 m) |
| Kopfbahnhof Streckenende (Strecke außer Betrieb) | 3,66                 | Zeulenroda ob Bf                             | 414 m                                        |

Die Bahnstrecke Zeulenroda unt Bf–Zeulenroda ob Bf (auch als Stadtbahn Zeulenroda bezeichnet) war eine Nebenbahn in Thüringen, die ursprünglich durch die Königlich Sächsischen Staatseisenbahnen erbaut und betrieben wurde. Sie band die auf einer Hochfläche liegende Stadt Zeulenroda an die im Triebestal verlaufende Bahnstrecke Werdau–Weida–Mehltheuer an.

## Geschichte
Bereits beim Bau der Strecke Weida–Mehltheuer in den 1870er Jahren hatte die Stadt Zeulenroda auf einen direkten Bahnanschluss gehofft. Letztlich wurde diese Strecke im Tal der Triebes trassiert, obwohl sich die Stadt Zeulenroda mit 500.000 Mark am Bahnbau beteiligt hatte. Begründet wurde dies mit einer ungünstigen topografischen Streckenführung sowie zusätzlichen Kosten in Höhe von 400.000 Mark. Am 15. November 1883 wurde der Abschnitt Weida Altstadt–Mehlteuer eröffnet. Damit erhielt Zeulenroda zwar einen Bahnhof, allerdings lag dieser rund drei Kilometer entfernt vom Stadtzentrum über 66 Meter tiefer im Triebestal. In zahlreichen Petitionen an die reußische und sächsische Regierung versuchte die Stadt Zeulenroda später, den Bau einer Stichbahn hinauf zur Stadt zu erreichen.
1909 begannen erste Vorarbeiten zum Bau der Strecke. Sachsen erwartete jedoch die Übernahme sämtlicher Kosten durch die Stadt Zeulenroda, wozu sich diese außerstande sah. Letztlich einigte man sich auf die kostenlose Bereitstellung der nötigen Grundstücke und der Zahlung von 255.000 Mark. Der sächsische Staat übernahm die restlichen Baukosten in Höhe von 588.000 Mark. Als Gegenleistung sahen die Kgl. Sächs. Staatseisenbahnen besondere, höhere Tarife für den Gütertransport auf der Stadtstrecke vor.
Am 11. Juni 1911 wurde der Staatsvertrag zwischen dem Königreich Sachsen und dem Fürstentum Reuß jüngerer Linie zum Bau der Strecke ratifiziert. Erst zwei Jahre später, am 16. Juni 1913 begannen die Bauarbeiten, die nach einem Jahr abgeschlossen waren. Bis auf den Viadukt im Triebestal waren keine größeren Kunstbauten nötig. Am 1. September 1914 wurde die Strecke eröffnet, da gerade der Erste Weltkrieg ausgebrochen war, fand keine feierliche Inbetriebnahme statt. Mit der Eröffnung erhielt die Strecke ein in Sachsen übliches Kürzel für eine Eisenbahnstrecke, für Zeulenroda unt Bf–Zeulenroda ob Bf lautete es ZZo.
| Kursbuchstrecke | Zeitraum                  |
| --------------- | ------------------------- |
| 144 e           | 1934, 1939                |
| 172 e           | 1940/41, 1944, 1946, 1948 |
| 171 e           | 1946                      |
| 172 b           | 1954                      |
| 546.1           | 1991                      |
| 547             | 1996                      |

Im ersten Fahrplan pendelten zwölf Reisezugpaare auf der Stadtbahn, die Fahrzeit betrug 14 Minuten bergwärts, allerdings wurde der Verkehr wie andernorts im Verlauf des Ersten Weltkriegs erheblich eingeschränkt. So verkehrten 1919 nur noch sechs Zugpaare. 1938 verkehrten wieder elf Züge in jeder Richtung täglich. Talwärts betrug die Fahrzeit damals neun Minuten, bergwärts zehn.
Nach dem Zweiten Weltkrieg fuhren täglich nur noch zwei Zugpaare, am Wochenende nur eins. Ab Ende der 1950er Jahre hatte sich die Anzahl auf sechs Zugpaare erhöht, auch in den nachfolgenden Jahren blieb diese Zahl konstant.
Nach dem Traktionswandel betrug die kürzeste Fahrzeit nur neun Minuten. Bedingt durch Oberbauschäden wuchs die Fahrzeit recht bald auf 14 Minuten. Anfänglich sah man für den Verkehrsträgerwechsel im Personenverkehr das Jahr 1972 vor, allerdings wurde der Personenverkehr, der zuletzt immerhin mit zehn Zugpaaren bewältigt wurde, erst am 29. September 1974 eingestellt. Die Beförderung der Reisenden vom Bahnhof zur Stadt übernahm fortan der VEB Kraftverkehr. Im Güterverkehr war die Strecke allerdings unverändert bedeutsam. Im Jahre 1982 betrug der Güterumschlag im oberen Bahnhof beachtliche 105.049 Tonnen.
Da nach der politischen Wende 1989/90 der Busanschluss zur Stadt durch die zuständige Busgesellschaft nicht mehr gewährleistet war, nahm die Deutsche Reichsbahn den Reiseverkehr ab dem 23. September 1991 wieder auf.
Nach 1989/90 brach der Güterverkehr weitgehend zusammen. Bedient wurde der Bahnhof Zeulenroda nur noch mit einem Güterzug täglich, der in Gera startete. Zuletzt wurde meist nur noch ein Wagen zum oberen Bahnhof gefahren. Da die Personenzüge ebenfalls kaum besetzt waren, wurde der Reisezugverkehr am 2. Juni 1996 vom Land Thüringen endgültig abbestellt. Am 31. Oktober 1997 wurde die Strecke in ein Nebengleis des unteren Bahnhofs umgewandelt. Am 31. Oktober 1997 endete auch der Güterverkehr. 2001/02 wurden die Gleise im oberen Bahnhof abgebaut.

## Streckenbeschreibung

### Verlauf
Die beiden Endbahnhöfe lagen in Luftlinie nur etwa zwei Kilometer voneinander entfernt. Das Überwinden der fast 50 Meter Höhendifferenz führte zu einer ausschwenkenden und fast doppelt so langen Bahnstrecke, wozu der Bau einer Kehre notwendig war. Zunächst verlief die Strecke nordwärts parallel zur Strecke nach Weida und bog nach etwa 500 Metern nach Westen ab. An der Stelle der größten Ausschwenkung befand sich ein etwa zwei Drittel-Streckenkreis (Durchmesser 400 Meter), der mit einem Viadukt, beziehungsweise mit der den Triebesbach und den Einschnitt eines Nebenbaches überquerenden Tscherlichbrücke ⊙ begann. Nach der Kehre führte die Stadtbahn kurz ein Stück Richtung Südosten, bevor sie Richtung Südwesten zum oberen Bahnhof verlief. Insgesamt war die Strecke 3,659 Kilometer lang, davon lagen 2,27 Kilometer in der Steigung, während etwa 700 Meter ein Gefälle aufwiesen. Gerade Streckenabschnitte machten etwa die Hälfte aus; der kleinste Bogenhalbmesser betrug 200 Meter. Der Bahnübergang über die Landstraße Triebes–Zeulenroda bei Streckenkilometer 2,82 wurde 1973 mit einer Halbschrankenanlage ausgerüstet, es war hier der einzige gesicherte Bahnübergang.

### Betriebsstellen
Zeulenroda unt Bf ⊙

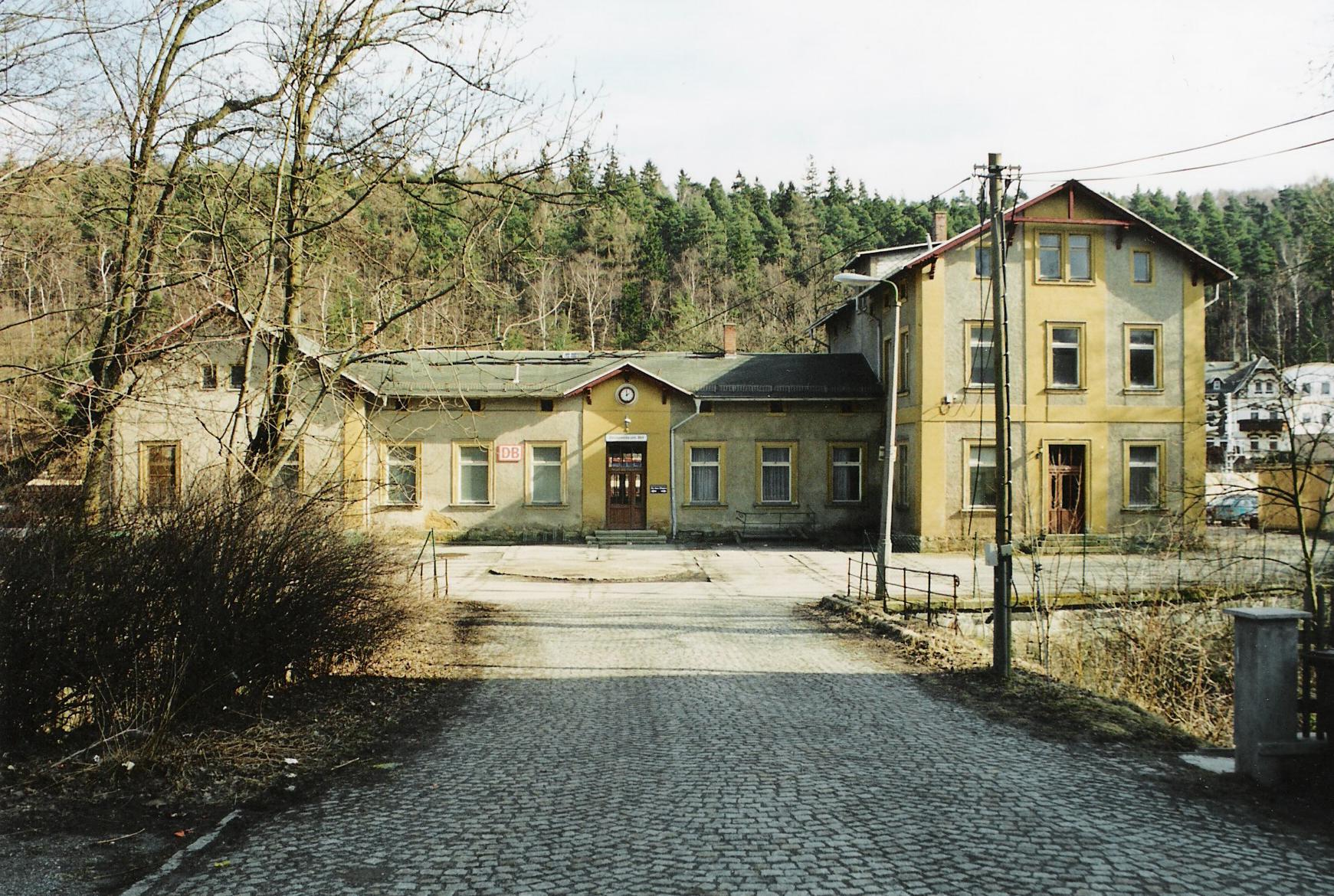
Zeulenroda unt Bf (2003)

Anfangs bestand der Bahnhof aus vier Gleisen, es wurde ein zweieinhalbstöckiges Empfangsgebäude, eine Wasserstation, ein Wirtschaftsgebäude und ein Freiabtritt gebaut. Bereits 1890 geringfügig erweitert, wurde der Bahnhof ab 1912 mit dem Bahnbau der Stadtbahn Zeulenroda umfangreich erweitert. Die Stichbahn zum oberen Bahnhof endete an einem Stumpfgleis mit separaten Bahnsteig vor dem Empfangsgebäude.
Erste Rückbauten gab es in den 1950er Jahren, Ende der 1970er Jahre wurden weitere Gleise entfernt. Auch nach der Betriebseinstellung der Stadtbahn wurden einige Gleise abgebaut. Im Gegensatz zu anderen Bahnstationen fand aber noch kein radikaler Rückbau statt. Auch heute sind noch fünf durchgehende Gleise sowie zwei Stumpfgleise erhalten. Lediglich der Güterschuppen wurde mittlerweile abgerissen, ebenso 2010 das Empfangsgebäude.
Zeulenroda ob Bf ⊙

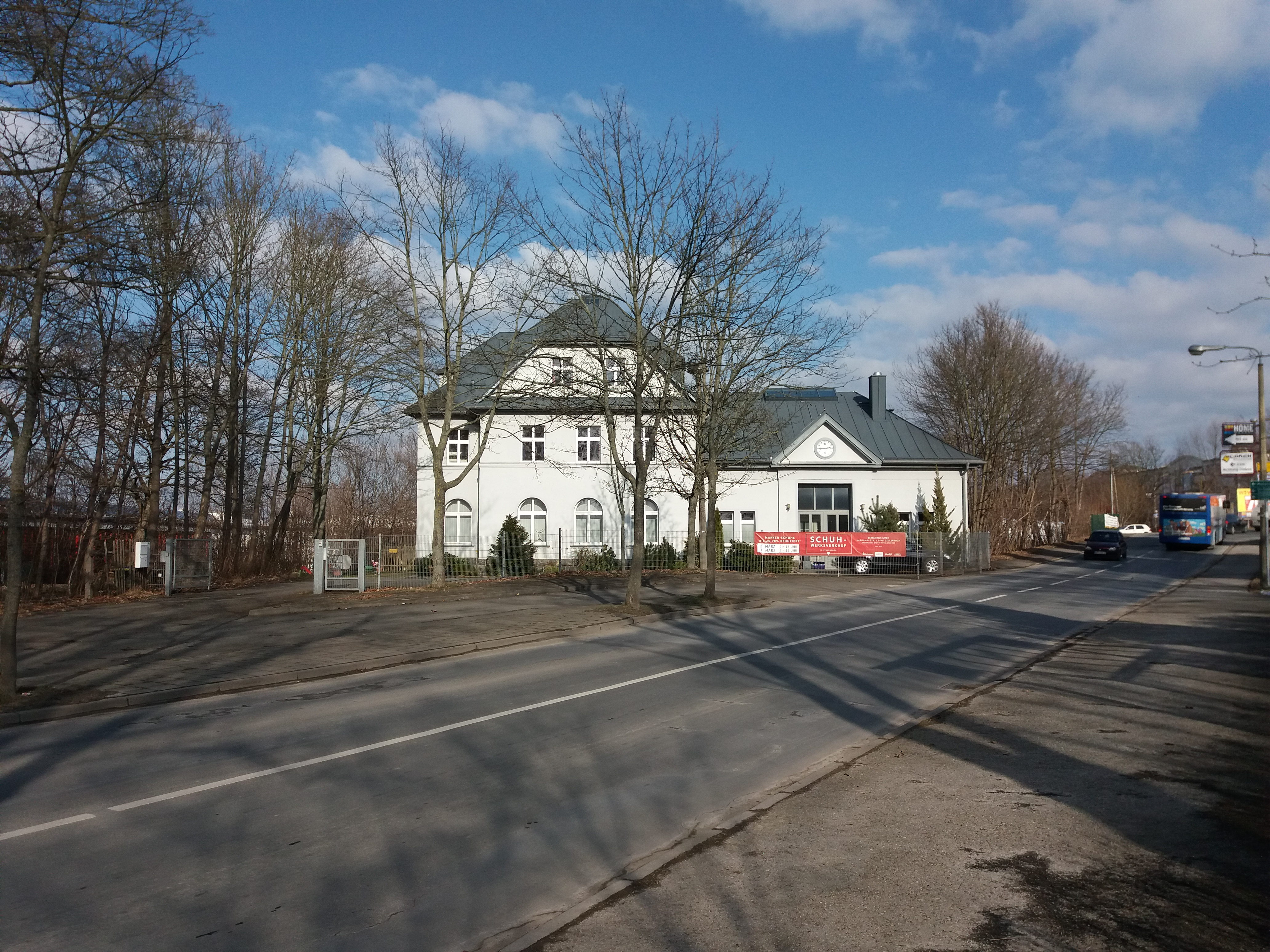
Nachgenutztes ehemaliges Empfangsbäude des früheren Bahnhofs Zeulenroda ob Bf (Februar 2018)

In Zeulenroda oberer Bahnhof wurden an Hochbauten ein dreistöckiges Empfangsgebäude mit Anbau, ein Wirtschaftsgebäude, ein Güterschuppen und ein Heizhaus errichtet.
In seiner größten Ausdehnung in der Zwischenkriegszeit umfasste der Bahnhof zehn Gleise mit 28 Weichen. Für den Personenverkehr gab es nur einen im Bogen liegenden Bahnsteig, die Anlagen für den Güterverkehr waren wesentlich umfangreicher. Neben einer Kopf- und Seitenrampe, einer Gleiswaage gab es mehrere Ladestraßen.
1982 wurde ein Containerterminal geschaffen, das zuletzt kaum noch genutzt wurde. Teile des Bahnhofsgeländes sind heute mit einem Supermarkt überbaut, die restlichen Flächen liegen brach.

## Fahrzeugeinsatz und Lokstation Zeulenroda
| Zugehörigkeit der Einsatzstelle Zeulenroda | Zugehörigkeit der Einsatzstelle Zeulenroda |
| Bahnbetriebswerk                           | Zeitraum                                   |
| ------------------------------------------ | ------------------------------------------ |
| Greiz                                      | 1. Januar 1937 – 4. Mai 1949               |
| Gera                                       | 5. Mai 1949 – 31. Dezember 1954            |
| Reichenbach                                | 1. Januar 1955 – 31. Dezember 1955         |
| Werdau                                     | 1. Januar 1956 – 31. März 1967             |
| Zwickau                                    | 1. Januar 1967 – 31. Dezember 1969         |
| Reichenbach                                | 1. Januar 1970–1972                        |

Mit dem Bau der Stichstrecke wurde im Stadtbahnhof Zeulenroda auch ein Heizhaus mit zwei Gleisen gebaut. Das rechteckige Gebäude mit 350 Quadratmetern Grundfläche konnte zwei Maschinen beherbergen. Jedes Gleis im Schuppen besaß eine Untersuchungsgrube, außerhalb des Schuppens war ein Schlackekanal vorhanden. In einem Anbau waren die Verwaltung und die Werkstatt untergebracht.
Anfangs waren hier zwei Doppellokomotiven der Gattung XVI TV stationiert; auf der Strecke kam aber auch die Gattung V T zum Einsatz. Auch die Doppellokomotiven der Gattung XVI TV (entstanden aus den Gattungen VII TS sowie VII TOV) waren auf der Stadtbahn Anfang der 1920er Jahre im Einsatz. In den 1920er und 1930er Jahren kam die Baureihe 91.3–18 von Zeulenroda aus zum Einsatz. In den 1950er und 1960er Jahren waren in der Lokstation Fahrzeuge der Baureihen 75.5 und 86 stationiert. 1972 wurde die Einsatzstelle Zeulenroda geschlossen.
In den 1970er Jahren wurden die Dampflokomotiven von der Baureihe 110 verdrängt, diese Baureihe prägte das Streckenbild bis zur Betriebseinstellung in den 1990er Jahren. Zuletzt kam auch die Baureihe 219 zum Einsatz.
1982 vereinigten sich die bisherigen Anschließer zu einer Industriebahngemeinschaft. Die 1977 gebaute Rangierlok vom Typ LEW V 60 D der Gemeinschaft wurde im Lokschuppen hinterstellt, nach der Auflösung gelangte die Maschine 1991 zum Bahnbetriebswerk Gera. Ende 2001 wurde der Lokschuppen abgerissen.